# Китайска академия за обществени науки
Китайската академия за социални науки (съкратено КАСН) е водеща академична организация.
Сочена е от мнозина за най-влиятелната и авторитетна академична организация в Китайската народна република за изучаване в областта на философията и обществените науки. Смятана от много медии и авторитетни организации за водещ мозъчен тръст в Азия, тя е тясно свързана с Държавния съвет на КНР.

## История
КАСН е създадена през май 1977 г., замествайки Катедрата по философия и социални науки към Китайската академия на науките. Проф. Ху Чиаому е първият председател на КАСН, последван от проф. Ма Хон, проф. Ху Шън, проф. Ли Тиейн, проф. Чен Куйюан и проф. Уан Уайгуан. Професор Ши Фужан е настоящият президент от март 2018 г.
Преди създаването на КАСН, Катедрата по философия и социални науки към Китайската академия на науките се състоеше от 14 изследователски звена: Институтите по икономика, философия, световни религии, археология, история, модерна история, световна история, литература, чуждестранна литература, лингвистика, право, национални изследвания, световна икономика и изследователският отдел по академична информация и материали. Персоналът наброяваше повече от 2200 души.
КАСН се състои от 31 изследователски института и 45 изследователски центрове, които осъществяват научноизследователска дейност, обхващаща почти 300 поддисциплини. КАСН има общо над 4200 служители, сред които над 3200 са професионални изследователи.
Провеждането на широк международен академичен обмен остава един от насоките на CASS и това е набрало скорост през последните години. Количеството учени, участващи в академичните обмени, е преминало от няколко десетки хора, разделени по 10 направления през 1979 г. до над 4100 души, разделени на 1398 направления през 1995 г. Междувременно КАСН установи конструктивни отношения с над 200 изследователски организации, академични общности, институции за висше образование, фондации и държавни ведомства, обхващащи повече от 80 държави и региони.

## Структура
Академичен отдел по Философия и литература
- Институт по литература
- Институт по етническа литература
- Институт по чуждестранна литература
- Институт по лингвистика
- Институт по философия
- Институт по световни религии

Академичен отдел по История
- Институт по археология
- Институт по история
- Институт по съвременна история
- Институт по световна история
- Изследователски център за китайска гранична история и география
- Институт за изследвания за Тайван

Академичен отдел по Икономика
- Институт по икономика
- Институт по индустриална икономика
- Институт за развитие на селските райони
- Национална академия за икономическа стратегия
- Институт по финанси и банкиране
- Институт по количествена и техническа икономика
- Институт по население и икономика на труда
- Институт за градски и екологични изследвания

Академичен отдел по Социални, политически и правни изследвания
- Институт по право
- Институт по международно право
- Институт по политически науки
- Институт по етнология и антропология
- Институт по социология
- Национална академия за стратегии за социално развитие
- Институт по журналистика и комуникационни изследвания

Академичен отдел по Международни изследвания
- Институт по световно стопанство и политика
- Институт по руски, източноевропейски и централноазиатски изследвания
- Институт за европейски изследвания
- Институт за западноазиатски и африкански изследвания
- Институт за латиноамерикански изследвания
- Национален институт за международна стратегия
- Институт за американски изследвания
- Институт по японски изследвания
- Институт по изследвания за мирно развитие

Академичен отдел по марксистки изследвания
- Академията на марксизма
- Институт за съвременни изследвания на Китай
- Институт за информационни изследвания